# Isaac de l'Étoile
Isaac de l'Étoile, né entre 1100 et 1120 en Angleterre et décédé en 1178 à l'abbaye de l'Étoile près de Poitiers, est un moine cistercien, auteur spirituel et théologien du XIIe siècle. Abbé du monastère de l'Étoile, il a laissé des traités de spiritualité et de théologie chrétienne.

## Éléments de biographie
Né en Angleterre et sans doute d'origine noble, il étudie en France dans les écoles cathédrales de Laon, Chartres et Paris. Il choisit la vie religieuse et devient moine vers 1143, probablement à Pontigny. En 1147, il est envoyé comme abbé à L'Étoile, près de Poitiers, qui avait reçu deux ans auparavant son adhésion  à l'ordre de Cîteaux, dans la filiation de Pontigny.
Plus tard, avec quelques compagnons dont Jean de Trizay, il fonde sur l'île de Ré le monastère des Châteliers. Il y vit dans une grande pauvreté. On a cru longtemps qu'il y passa ses derniers jours. Des documents découverts en 1985 portent plutôt à penser qu'il meurt vers 1178 dans son abbaye de l'Étoile.

## Écrits
Dans ses écrits Isaac de l'Étoile développe des idées originales de manière imagée. Les discussions philosophiques ou théologiques sont toujours ramenées à une théologie contemplative. Si le genre littéraire utilisé est le Sermon (comme fréquemment à cette époque) certains d'entre eux sont de véritables petits traités spirituels ou théologiques. C'est le Christ qui recrée l'unité dans le cœur de l'homme, après la rupture du péché.
- Il laisse 55 sermons. On possède également des fragments de trois autres sermons.
- Deux lettres (De anima à Alcher de Clairvaux, De officio missae[2] à l'évêque Jean Belles-mains de Poitiers, imprégnées de saint Augustin et du Pseudo-Denys.
- Des commentaires sur le Cantique des Cantiques et le Livre de Ruth lui sont parfois attribués, peut-être à tort.

## Postérité
Un complexe scolaire porte son nom à Poitiers.

## Éditions
- Patrologie latine, 194, col. 1689-1896 lire en ligne
- Pages nouvelles des sermons d'Isaac de l'Étoile (publ. Gaetano Raciti), dans Collectanea Cisterciensia, t. 43, 1981, p. 34-55.
- Sermons, éd. A. Hoste, G. Salet et G. Raciti, Sources chrétiennes, 130, 207 et 339, Paris, 1967-1987
- De officio missae, éd. et trad. anglaise C. W. Boyle, Washington, 1963.
- Sermons, tome 1, Les éditions du Cerf, coll. « Sources chrétiennes », 1976, 348 p. (ISBN 978-2204038096)
- Sermons, tome 2 : sermons 18-39, Les éditions du Cerf, coll. « Sources chrétiennes », 1976, 348 p. (ISBN 978-2204038102)
- Isaac de l'Étoile vous parle, textes choisis, traduits et présentés par C. Garda, supplément au n° 7 (1999) du bulletin Les Amis de l'Étoile, 32 p. ; éd. nouvelle et augmentée, 2008, 40 p.
- "Isaac of Stella's Epistola de canone missae: A Critical Edition and Translation" (publ. Elias Dietz), dans Cîteaux – Commentarii Cistercienses, t. 64, fasc. 3-4, 2013, p. 265-308.
- La Vierge Marie, maison où la Sagesse se repose. Une lecture des Sermons d'Isaac de l'Étoile pour la fête de l'Assomption. Collectanea Cisterciensia 34 (2012) 31-60. Domenico Pezzini. PDF.